# Dzwonek piłkowany
Dzwonek piłkowany, dzwonek lancetowaty (Campanula serrata (Kit. ex Schult.) Hendrych) – gatunek rośliny należący do rodziny dzwonkowatych. W Polsce rzadki. Gatunek wysokogórski. 

## Rozmieszczenie geograficzne
Endemit karpacki. Zasięg występowania obejmuje Polskę, Słowację, Ukrainę, europejskie tereny Rosji, Bośnię i Hercegowinę, Chorwację, Rumunię i Serbię
W Polsce występuje dość rzadko w Beskidzie Żywieckim, na jednym stanowisku w Gorcach, na kilkunastu w Tatrach (od 920–1950 m n.p.m.), oraz często w Bieszczadach Zachodnich od 700 m do 1348 m n.p.m. Potwierdzone ostatnio stanowiska w Beskidzie Żywieckim: Hala Rycerzowa, Hala na Małej Raczy, Orło, Abrahamów, Hala Śrubita, Przełęcz Przegibek, Hala na Muńczole, Glinka, Hala Krawcula.

## Morfologia

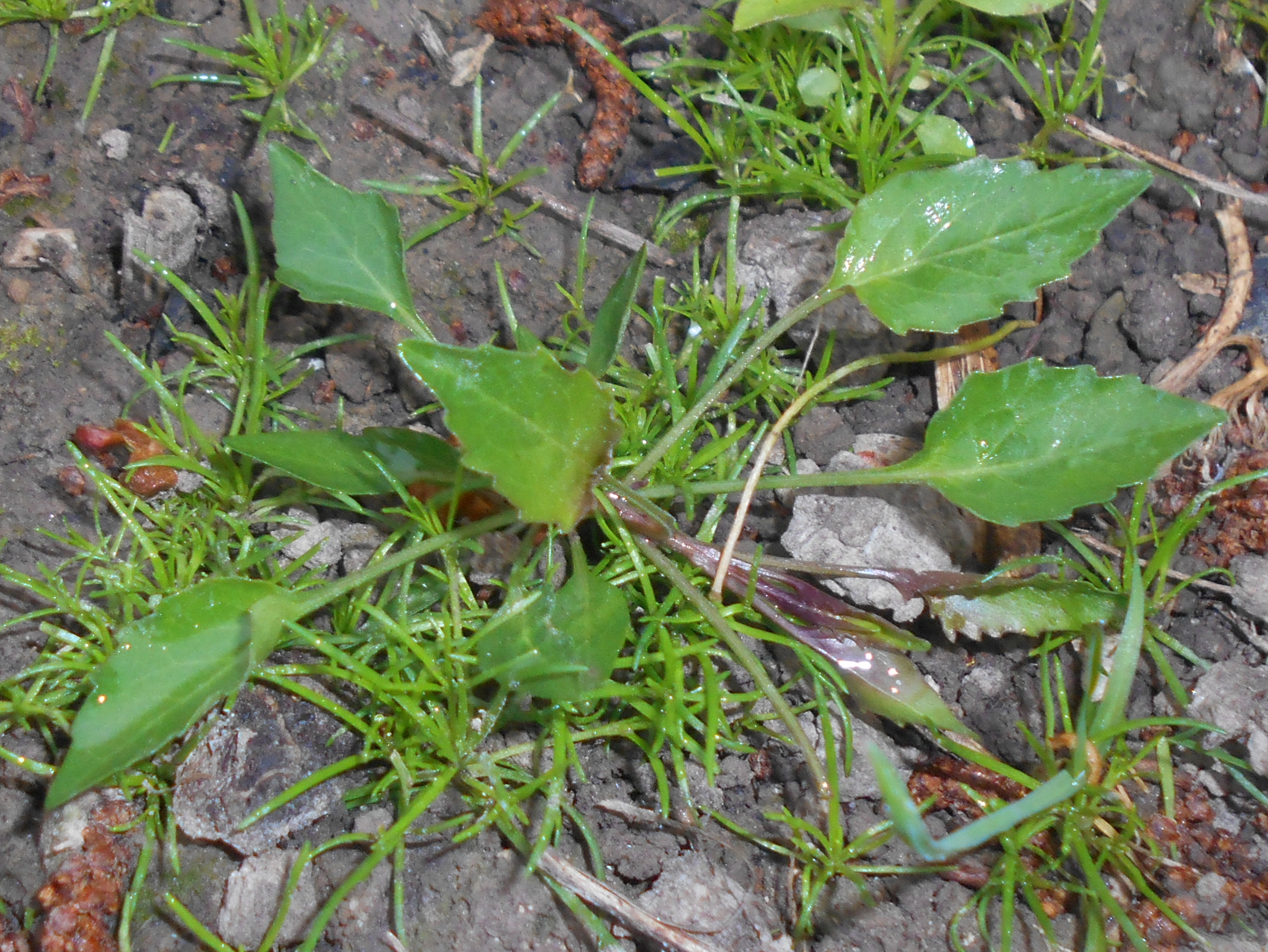
Liście odziomkowe

ŁodygaWzniesiona, wraz z kwiatostanem ma wysokość do 50 cm. Jest nieco kanciasta, z krótkimi, odstającymi włoskami na kantach, dość gęsto, skrętolegle ulistniona.
LiścieŁodygowe lancetowate z wyraźnie wystającym jednym nerwem na spodniej stronie. Brzeg ostro piłkowany,  nieco zgrubiały. Liście płonnych różyczek długoogonkowe, z wydłużonymi, sercowatymi blaszkami.
KwiatyNa szypułkach, tworzące groniasty lub wiechowaty kwiatostan. Niekiedy łodyga na szczycie tylko z jednym kwiatem. Działki kielicha około trzy razy krótsze od korony, równowąskie. Korona ciemnoniebieskofioletowa, długości ok. 2 cm, dzwonkowata. Pręcików pięć. Słupek dolny.
OwoceOdwrotnie jajowata torebka, otwierająca się trzema otworami blisko nasady.

## Biologia i ekologia
RozwójBylina. Kwitnie od czerwca do sierpnia, jest owadopylna. Roślina miododajna, nektar znajduje się wokół nasady szyjki słupka. Rozmnaża się przez nasiona, które jednak nie posiadają żadnych specjalnych przystosowań do rozsiewania.
SiedliskoBorówczyska, ziołorośla i traworośla, ubogie psiary, rzadziej górskie łąki. Rośnie na miejscach otwartych, dobrze nasłonecznionych. Preferuje podłoże ubogie w węglan wapnia, rzadko spotykany jest na podłożu wapiennym.
GenetykaLiczba chromosomów 2n = 34.

## Zagrożenia i ochrona
Gatunek od 2004 podlega w Polsce ścisłej ochronie gatunkowej. W Czerwonej księdze roślin oraz na polskiej czerwonej liście oznaczony jako gatunek narażony na wyginięcie. Ujęty w załączniku dyrektywy siedliskowej.
Spadek liczebności osobników na niektórych stanowiskach spowodowany był prawdopodobnie zmianą sposobu użytkowania łąk górskich. Takie drastyczne zanikanie dzwonka piłkowanego nastąpiło np. na halach w Grupie Wielkiej Raczy wskutek zaprzestania ich wypasu. Z tych samych powodów zagrożone są inne beskidzkie populacje tego gatunku. W Bieszczadach populacje dzwonka piłkowanego obecnie mają się dobrze, jednak w przyszłości również mogą być zagrożone przez drzewa i drzewa, które w wyniku naturalnej sukcesji wtórnej zarastają połoniny. Niektóre stanowiska wyginęły wskutek eksploatacji wapienia. Na niektórych stanowiskach zagrożony jest zacienieniem i zagłuszeniem przez rozrastające się drzewa i krzewy. W Tatrach niektóre stanowiska są zagrożone przez rozrastające się borówczyska.